# Rifat Hadžiselimović
Akademik Rifat Hadžiselimović (Šiprage, Kotor-Varoš, 7. siječnja 1944.) bosanskohercegovački je genetičar.

## Životopis
Rifat Hadžiselimović rođen je u Šipragama, Kotor-Varoš 1944. godine. Od 2013. godine, nakon više od 45 godina radnog staža, izabran je u zvanje emeritusa i djeluje kao znanstveni savjetnik u Institutu za genetičko inženjerstvo i biotehnologiju u Sarajevu.
Dopisni član Akademije znanosti i umjetnosti postao je 2018. godine.

## Školovanje i profesionalna karijera
Srednjoškolsko obrazovanje je završio u Banjoj Luci 1962. godine kada upisuje Prirodno-matematički fakultet u Sarajevu. Diplomirao je 1966., stekavši zvanje profesora biologije. Magistraturu bioloških znanosti (Antropologija), završio je 1971. godine na Prirodoslovno–matematičkom fakultetu Sveučilišta u Zagrebu, Hrvatska, obranom teze pod naslovom Istorijski aspekt kretanja relativne frekvencije dva alelogena u ljudskim populacijama. Doktorat bioloških nauka završio je 1976. godine na Prirodno–matematičkom fakultetu Sveučilišta u Sarajevu, obranom teze pod naslovom Genetika sekrecije ABH antigena u stanovništvu Bosne i Hercegovine.
Od 1966. angažiran je na Prirodno–matematičkom fakultetu Sveučilišta u Sarajevu, najprije kao asistent (1966-1977), zatim kao docent (1977.), izvanredni (1980.) te redoviti profesor (1984.) na predmetima: Humana genetika, Genetičko inženjerstvo i biotehnologija, Evolucija, Antropologija i Eksperimentalna biomedicina. 
Od 1984. do 1986. obavljao je i funkciju Šefa Odsjeka za biologiju. Od 1994. godine bio je angažiran u realizaciji Postdiplomskog studija bioloških nauka i to do 2003. godine kao voditelj studija, a nakon toga, do 2007. kao voditelj smjera Genetika   Arhivirana inačica izvorne stranice od 5. svibnja 2017. (Wayback Machine).
U razdoblju od 1987. do 2001. bio je na položaju Direktora Instituta za genetičko inženjerstvo i biotehnologiju, a od 2001. godine je bio Koordinator DNK projekta koji je realiziran u suradnji s Međunarodnom komisijom za nestale osobe (International Commission on Missing Persons - ICMP) i kao znanstveni savjetnik u Institutu , gdje je od 2006. do 2012. godine djelovao i kao predsjednik Upravnog odbora. Djelovao je kao aktivni član Antropološkog društva Jugoslavije a osnivač je i član Udruženja genetičara u Bosni i Hercegovini.

## Nagrade i priznanja
- Nagrada Sveučilišta u Sarajevu za studentski naučni rad (1966),
- "Hasan Brkić" i Zlatna značka Sveučilišta u Sarajevu za odličan uspjeh u studiju (1966),
- Veselin Masleša (najviša bosanskohercegovačka nagrada za naučni rad, 1977.[12][13][14][15][16][17][18][19][20][21]),
- Šestoaprilska nagrada grada Sarajeva (1990.),
- Zlatna plaketa i Nagrada Pokreta “Nauku mladima” (1977; 1981),
- Medalja “Boris Kidrič” – Narodna tehnika Jugoslavije, za osobite zasluge u širenju tehničke kulture (1983),
- Plaketa s Diplomom Sveučilišta (1986),
- Božo Škerlj numismate antrropologiae pro anno MCMLXXXIX (ADJ) (1989),
- Nagrada Sveučilišta u Sarajevu za najreferentnijeg profesora PMF–a (2007),
- Specijalno priznanje Utemeljitelju INGEB–a povodom jubileja 20–godišnjice (2008),
- Plaketa Sveučilišta  u Sarajevu (2010)
- Ingebov heliks 1988, za 2018, za doprinos osnivanju i afirmaciji Instituta za genetičko inženjerstvo i biotehnologiju Sveučilišta u Sarajevu,
- i druge nagrade i priznanja.

## Djela
Do 2014. je publicirao 214 originalnih naučnih radova, 17 stručnih radova, 22 knjige

 
[neaktivna poveznica]

, 70 naučno-istraživačkih i stručnih projekata te 85 konferencijskih priopćenja. Do sada su radovi prof. dr. Rifata Hadžiselimovića citirani u najmanje 30 (dostupnih) različitih udžbenika i knjiga.

## Vanjske poveznice
- Ingeb, ingeb.unsa.ba (boš.)